# Intermediate bulk container

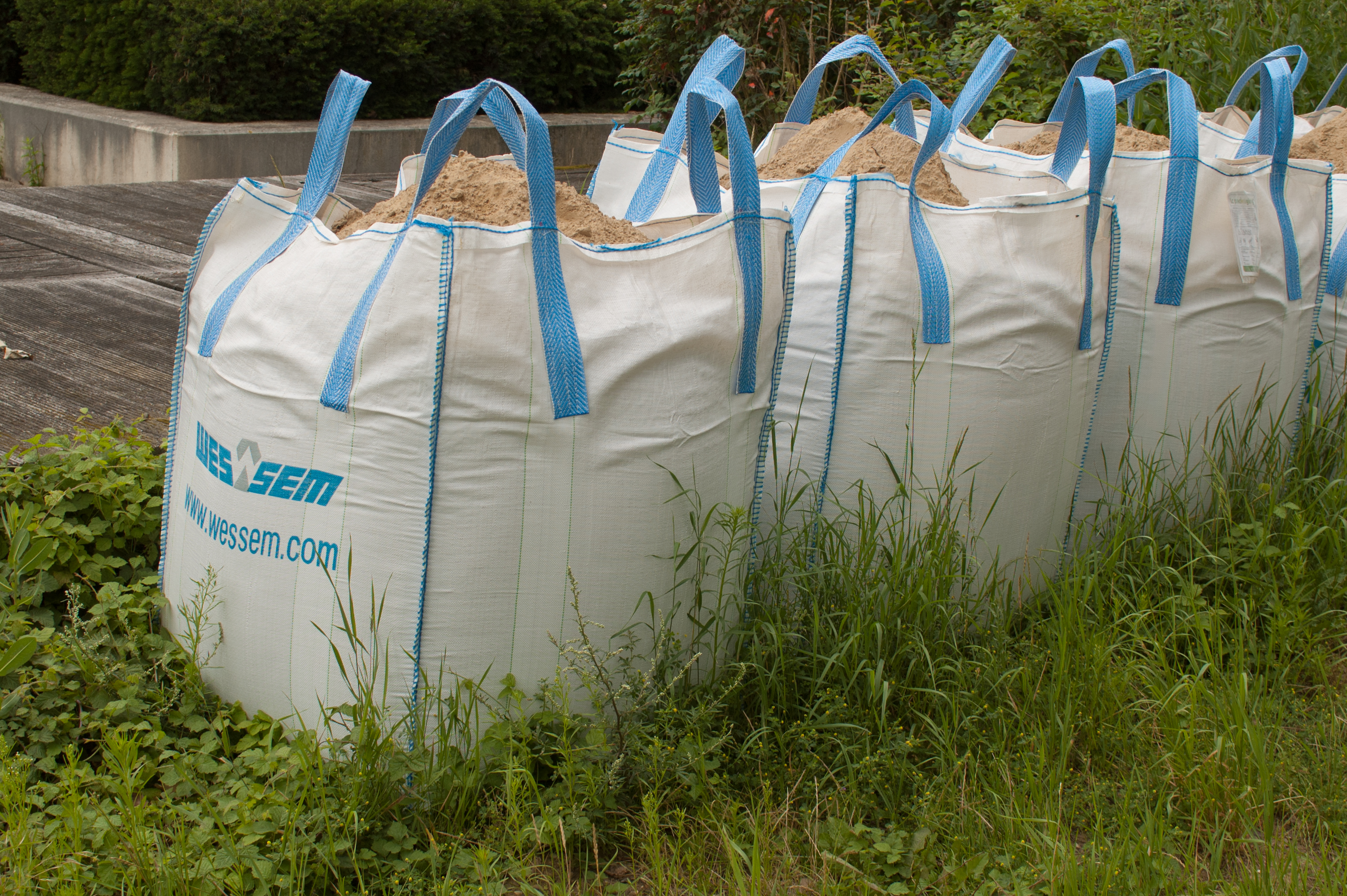
Een big bag: een flexibele IBC

Intermediate bulk containers (ook bekend als IBC tank, IBC tote, IBC of pallet tank) zijn industriële containers ontworpen voor de massale behandeling, transport en opslag van vloeistoffen, semi-vaste stoffen, pasta's, of vaste stoffen.
De twee belangrijkste categorieën van IBC tanks zijn flexibele IBC's en stijve IBC's.
Veel IBC's worden hergebruikt of herbestemd.